# Micki + Maude
Micki + Maude (titlu original: Micki & Maude) este un film american de comedie romantică din 1984 regizat de Blake Edwards. Rolurile principale au fost interpretate de actorii Dudley Moore, Ann Reinking și Amy Irving.
A fost refăcut în India în 1987 ca Rettai Vaal Kuruvi și în 1990 ca Paavakoothu.

## Distribuție
- Ann Reinking - Micki Salinger
- Amy Irving - Maude Guillory Salinger
- Dudley Moore - Rob Salinger
- Richard Mulligan - Leo
- George Gaynes - Dr. Glztszki
- Wallace Shawn - Dr. Fibel
- Hard Boiled Haggerty - Barkhas Guillory
- John Pleshette - Hap Ludlow
- Lu Leonard - Nurse Verbeck
- Roger Rose - the Newscaster
- Emma Walton Hamilton - Maude’s nurse
- Andre the Giant - rolul săi